# Afghanische Futsalnationalmannschaft
Die afghanische Futsalnationalmannschaft ist eine repräsentative Auswahl afghanischer Futsalspieler. Die Mannschaft vertritt die Afghanistan Football Federation, der afghanische Fußballverband,  bei internationalen Begegnungen.

## Abschneiden bei Turnieren
Für Weltmeisterschaftsendrunden unter der Schirmherrschaft der FIFA qualifizierte sich die Nationalmannschaft Afghanistan bisher noch nicht.
An Asienmeisterschaften nahm das Team bisher auch nicht teil. Die Mannschaft nahm zum ersten Mal an der Qualifikationsrunde zur Futsal-Asienmeisterschaft 2010 teil, nach Niederlagen  gegen Kirgistan, Tadschikistan, und Turkmenistan schied man als Gruppenletzter aus. Aufgrund des besseren Torverhältnisses Tadschikistans in der Qualifikation für die Asienmeisterschaft 2016. konnte man sich nicht für das Turnier qualifizieren. Auch für das darauffolgende Turnier 2018, gelang in der Qualifikation kein Punkt.

### Futsal-Weltmeisterschaft
Teilnahmen an der Futsal-Weltmeisterschaft:
- 1989 bis 2012 – nicht teilgenommen
- 2016 – nicht qualifiziert
- 2021 – nicht qualifiziert
- 2024 – Vorrunde

### Futsal-Asienmeisterschaft
Teilnahmen an der Futsal-Asienmeisterschaft:
- 1999 bis 2008 – nicht teilgenommen
- 2010 – nicht qualifiziert
- 2012 – nicht teilgenommen
- 2014 – nicht teilgenommen
- 2016 – nicht qualifiziert
- 2018 – nicht qualifiziert
- 2022 – nicht qualifiziert
- 2024 – Vorrunde

### Futsal-Asian Indoor Games
Teilnahmen an den Futsal-Asian Indoor Games:
- 2007 – Gruppenphase
- 2009 – Gruppenphase
- 2013 – Gruppenphase
- 2017 – 4. Platz[2]